# Dirrhope minor
Dirrhope minor är en stekelart som beskrevs av Sergey A. Belokobylskij 1989. Dirrhope minor ingår i släktet Dirrhope och familjen bracksteklar. Inga underarter finns listade i Catalogue of Life.